# Lanius sphenocercus
Lanius sphenocercus е вид птица от семейство Laniidae.

## Разпространение
Видът е разпространен в Китай, Монголия, Русия, Северна Корея и Южна Корея.